# خسوس ایگناسیو ایبانیز لویو
خسوس ایگناسیو ایبانیز لویو (اسپانیایی: Jesús Ignacio Ibáñez Loyo‎؛ زادهٔ ۱۸ مارس ۱۹۶۰) دوچرخه‌سوار اهل اسپانیا است. وی در مسابقات تور دو فرانس و جیرو دیتالیا شرکت کرده است.